# Lac Dumoine
Lac Dumoine är en sjö i Kanada.   Den ligger i regionen Abitibi-Témiscamingue och provinsen Québec, i den sydöstra delen av landet, 240 km nordväst om huvudstaden Ottawa. Lac Dumoine ligger 311 meter över havet. Arean är 51 kvadratkilometer. Den sträcker sig 21,6 kilometer i nord-sydlig riktning, och 12,7 kilometer i öst-västlig riktning.
I omgivningarna runt Lac Dumoine växer i huvudsak blandskog. Trakten runt Lac Dumoine är nära nog obefolkad, med mindre än två invånare per kvadratkilometer.